# 에릭 웨이너
에릭 와이너(Erik Weiner, 1977년 6월 7일 ~ )는 미국의 배우, 작가, 코미디언, 프로듀서이다.
샌프란시스코에서 태어났다.

## 영화
- 보드워크 엠파이어 (2009년)
- 랜디 잭슨 프리젠트 아메리카스 베스트 댄스 크루 (2008년)
- 로봇 치킨: 스타 워즈 (2007년)
- 로봇 치킨 - 시리즈 (2005년)
- 세레니티 (2005년)